# حسين بن محمد الخليفة
الشيخ حسين بن الشيخ محمد بن الشيخ حسين ((الكبير)) بن محمد بن خليفة بن حسين بن سعد الخليفة آل إبن سعد اللومة ((اللويمي))  (1903 - 25 يونيو 2005) (1321 - 19 جمادى الآخرة 1426) فقيه جعفري ومدرس ديني سعودي. ولد في المُبرّز بالأحساء ونشأ بها في عائلة معروفة ووالده هو محمد بن حسين الخليفة. درس في الأحساء على محمد بن حسين العلي ثم ذهب إلى النجف لإكمال دراسته ودرس على محمد باقر الشخص و محمود الشاهرودي و محسن الحكيم و أبو القاسم الخوئي ومحمد حسين النائيني. عُيّن وكيلًا شرعيًا من قبل محسن الحكيم و أبو القاسم الخوئي و محمد رضا الكلبيكاني وعلي السيستاني. اشتغل بالتدريس. اكتسب شهرة شعبية كزعيمًا روحيًا للمسلمين الإثنا عشريين في الأحساء وقد لقّب بـآية الله العظمى. توفي في مسقط رأسه وتجاوز عمره مئة عامًا. 

## سيرته
هو  الشيخ حسين بن الشيخ محمد بن الشيخ حسين ((الكبير)) بن محمد بن خليفة بن حسين بن سعد الخليفة آل إبن سعد اللومة ((اللويمي))، ووالدته هي بنت السيد هاشم بن السيد أحمد السيد حسين السلمان الموسوي الأحسائي. ولد في مدينة المُبرّز بالأحساء عام 1321 هـ أو 1322 هـ ونشأ بها.

### تعليمه
بدأ دراسته الدينية في الأحساء على أعلامها وحضر في المقدمات عند محمد بن صالح السّعد ومحمد بن حسين العلي. ثم ذهب إلى النجف لإكمال دراسته سنة 1349 هـ/ 1930 م، ومكث فيها أحدَ عشرَ عاماً. وفي عام 1360 هـ/ 1941 م عاد إلى وطنه ومكث فيه أربع سنوات ثم ذهب مرة أخرى إلى النجف في عام 1364 هـ/ 1945 م وبقي بها حتى عام 1381 هـ/ 1961 م. وخلال هذه سنوات درس على كل من محمد باقر الشخص وناصر بن هاشم الأحسائي ومحمود الشاهرودي ومحسن الحكيم وأبو القاسم الخوئي ومحمد حسين النائيني وغيرهم من علماء النجفيون. 

### مهنته
عاد إلى الإحساء في عام 1381 هـ/ 1961 م للقيام بوظائفه الدينية. بعد وفاة محمد بن حسين العلي (وهو ابن خالته) تسلّم الزعامة الروحية لشيعة الإحساء. ومنُح حينها الوكالة الشرعية المطلقة من قِبَل محسن الحكيم وبعد وفاة الحكيم، أعطاه أبو القاسم الخوئي الوكالة الشرعية ومن ثم محمد رضا الكلبيكاني, ومن ثم علي السيستاني.

قام بالتدريس في الأحساء والنجف ومن أبرز تلامذته طاهر السلمان وباقر بوخمسين. 

## وفاته
توفي حسين بن محمد الخليفة يوم الثلاثاء 19 جمادى الآخرة 1426/ 25 يونيو 2005 عن عمر يناهز 101 عاما في حي العنود
بالدمام، ودفن في الأربعاء في مقبرة الشَّعبة بالمبرز.  كتب عنه هاشم محمد الشخص بقية السلف وقدوة الخلف آية الله الشيخ حسين الخليفة ونشره في 2007.